# 火曜日の女シリーズ
 火曜日の女シリーズ （かようびのおんなシリーズ）は、日本テレビ系列で、1969年11月4日～1972年3月まで毎週火曜夜9時30分から1時間枠で、1972年4月～1973年3月27日まで毎週火曜日夜10時から（30分繰り下げ）1時間枠で放送されたドラマシリーズである。なお、後に放送日が変更され、1973年4月7日～9月まで毎週土曜日夜10時30分から1時間枠で、同年10月～1974年3月30日まで毎週土曜日夜10時から（30分繰上げ）1時間枠で「土曜日の女シリーズ」として放送された。
サスペンス・ミステリー系の本格的な連続ドラマとしては、日本初であるとされている。
系列局によっては時差放送になっていたところがあり、その場合「（放送曜日）の女」（例・広島テレビ放送では「火曜日の女」時代に「日曜日の女」、「土曜日の女」時代は広島ホームテレビに移行し「火曜日の女」）と差し替えていた場合もある。

## 概要
各話は6回前後で完結するように作られていた。各話毎にいろいろな女優が主演している。

### 火曜日の女シリーズ
| タイトル                        | 放映期間                | 制作会社       | 原作                                              | 脚本                                  | 音楽     | 監督              | 主演女優   |
| ------------------------------- | ----------------------- | -------------- | ------------------------------------------------- | ------------------------------------- | -------- | ----------------- | ---------- |
| 死と空と                        | 1969.11.4～ 1969.12.9   | 東宝           | アンドリュー・ガーヴ                              | 石松愛弘                              | 佐藤允彦 | 富本壮吉          | 浜美枝     |
| 耳飾り                          | 1969.12.16～ 1970.1.20  | 東宝           | コーネル・ウールリッチ                            | 大津晧一                              | 佐藤允彦 | 鍛冶昇            | 団令子     |
| 恋の罠                          | 1970.1.27～ 1970.3.3    | 東宝           |                                                   | 生田直親                              | 佐藤允彦 | 山本迪夫          | 松尾嘉代   |
| 木の葉の舟                      | 1970.3.10～ 1970.4.14   | 東宝           |                                                   | 松木ひろし                            | 佐藤允彦 | 野村孝            | 星由里子   |
| 美しき獲物                      | 1970.4.21～ 1970.5.26   | 大映テレビ室   | アンドリュー・ガーヴ 「ギャラウェイ事件」         | 佐藤純彌 神波史男                     | 佐藤允彦 | 富本壮吉          | 加賀まりこ |
| 雨の日の罠                      | 1970.6.2～ 1970.7.7     | 日活           |                                                   | 石松愛弘                              | 佐藤允彦 | 吉田憲二          | 松原智恵子 |
| 人喰い                          | 1970.7.14～ 1970.8.18   | 東宝           | 笹沢左保                                          | 田村多津夫                            | 佐藤允彦 | 浅野正雄          | 十朱幸代   |
| 蒼いけものたち                  | 1970.8.25～ 1970.9.29   | 東宝           | 横溝正史 「犬神家の一族」                         | 佐々木守                              | 佐藤允彦 | 鈴木敏郎          | 酒井和歌子 |
| 逃亡者 －この街のどこかで－     | 1970.10.6～ 1970.11.17  | 大映テレビ室   |                                                   | 佐藤純彌 松田寛夫 神波史男 小野竜之助 | 佐藤允彦 | 富本壮吉          | 長山藍子   |
| 蘭の殺人                        | 1970.11.24～ 1970.12.29 | 大映テレビ室   |                                                   | 松田寛夫 小山内美江子                 | 佐藤允彦 | 富本壮吉          | 京マチ子   |
| ある恋人たち                    | 1971.1.5～ 1971.2.9     | 東京映画       | ノエル・カレフ 「名も知れぬ牛の血」               | 山浦弘靖                              | 佐藤允彦 | 木下亮            | 大空眞弓   |
| オパールとサファイア            | 1971.2.16～ 1971.3.23   | 東宝           | 菊島隆三 「黒の斜面」                             | 菊島隆三                              | 佐藤允彦 | 小野田嘉幹        | 市原悦子   |
| クラスメート －高校生ブルース－ | 1971.3.30～ 1971.5.4    | 国際放映       |                                                   | 池田一朗                              | 佐藤允彦 | 野村孝            | 武原英子   |
| 二人ぼっち                      | 1971.5.11～ 1971.6.15   | 松竹           |                                                   | 鎌田敏夫 市川森一                     | 佐藤允彦 | 水川淳三          | 倍賞美津子 |
| おんな友だち                    | 1971.6.22～ 1971.7.20   | 大映京都撮影所 | 横溝正史 「悪魔の手毬唄」                         | 佐々木守                              | 佐藤允彦 | 黒田義之          | 范文雀     |
| 花は見ていた                    | 1971.7.27～ 1971.8.24   | ユニオン映画   |                                                   | 山田正弘                              | 佐藤允彦 | 富本壮吉          | 林美智子   |
| 九月は幻の海                    | 1971.8.31～ 1971.10.5   | ユニオン映画   | ビル・S・バリンジャー 「赤毛の男の妻」            | 西澤裕子 神代辰巳 中沢龍太            | 佐藤允彦 | 蔵原惟繕 神代辰巳 | 南田洋子   |
| 幻の女                          | 1971.10.12～ 1971.11.16 | 国際放映       | ウィリアム・アイリッシュ                          | 石松愛弘                              | 佐藤允彦 | 長谷部安春        | 樫山文枝   |
| 喪服の訪問者                    | 1971.11.23～ 1971.12.28 | 国際放映       | シャーロット・アームストロング 「悪の仮面」       | 田向正健                              | 大野雄二 | 石井輝男          | 丘みつ子   |
| あの子が死んだ朝                | 1972.1.4～ 1972.2.8     | 大映京都撮影所 |                                                   | 佐々木守                              | 大野雄二 | 富本壮吉          | 加藤治子   |
| マッチ箱の家                    | 1972.2.15～ 1972.3.28   | 東京映画       |                                                   | 津田幸夫 田村多津夫                   | 佐藤允彦 | 野村孝            | 香山美子   |
| 黒いオパール                    | 1972.4.4～ 1972.5.9     | 大映テレビ     | ボワロー＝ナルスジャック 「もはやいなくなった女」 | 澤井信一郎 降旗康男                   | 大野雄二 | 長谷部安春        | 松尾嘉代   |
| ある朝、突然に…                 | 1972.5.16～ 1972.6.27   | 東宝           |                                                   | 石松愛弘                              | 大野雄二 | 山本迪夫          | 浜美枝     |
| ホーム・スイート・ホーム        | 1972.7.4～ 1972.8.15    | ユニオン映画   | エドワード・アタイヤ 「細い線」                   | 池田一朗                              | 大野雄二 | 富本壮吉          | 三田佳子   |
| いとこ同志                      | 1972.8.22～ 1972.9.26   | ユニオン映画   | 横溝正史 「三つ首塔」                             | 佐々木守                              | 大野雄二 | 松尾昭典          | 島田陽子   |
| 木の葉の家                      | 1972.10.3～ 1972.11.7   | 東宝           |                                                   | 松木ひろし                            | 佐藤允彦 | 山本迪夫          | 星由里子   |
| 山峡の章                        | 1972.11.14～ 1972.12.26 | 東京映画       | 松本清張                                          | 田村多津夫                            | 大野雄二 | 野村孝            | 大空眞弓   |
| 男と女と                        | 1973.1.2～ 1973.2.6     | 国際放映       | 笹沢左保 「結婚って何さ」                         | 岩間芳樹                              | 大野雄二 | 井上芳夫          | 范文雀     |
| ガラス細工の家                  | 1973.2.13～ 1973.3.27   | ユニオン映画   |                                                   | 倉本聰                                | 大野雄二 | 恩地日出夫        | 岸田今日子 |

### 土曜日の女シリーズ
| タイトル                                        | 放映期間                | 制作会社              | 原作                                  | 脚本                         | 音楽     | 監督                        | 主演女優                          |
| ----------------------------------------------- | ----------------------- | --------------------- | ------------------------------------- | ---------------------------- | -------- | --------------------------- | --------------------------------- |
| 闇にうかぶ微笑み                                | 1973.4.7～ 1973.5.12    | 国際放映              |                                       | 中島丈博                     | 大野雄二 | 野村孝                      | 真木洋子                          |
| 明日に喪服を                                    | 1973.5.19～ 1973.6.30   | 大映テレビ            |                                       | 松田寛夫 神波史男 小野竜之助 | 大野雄二 | 富本壮吉                    | 香川京子                          |
| 殺意を呼ぶ海 （秋田放送開局20周年記念）         | 1973.7.7～ 1973.8.18    | ユニオン映画 秋田放送 | アンドリュー・ガーヴ 「囚人の友」     | 市川森一                     | 大野雄二 | 井上芳夫                    | 丘みつ子                          |
| 天使が消えていく                                | 1973.8.25～ 1973.9.29   | ユニオン映画          | 夏樹静子                              | 石松愛弘                     | 大野雄二 | 恩地日出夫                  | 日色ともゑ                        |
| 恋人たちへの鎮魂歌 （日仏合作・開局20周年記念） | 1973.10.6～ 1973.11.10  | ユニオン映画          |                                       | 池田一朗                     | 大野雄二 | アンドレ・ミッシェル 鍛冶昇 | 小川知子 クローディーヌ・オージェ |
| 香港からの手紙                                  | 1973.11.17～ 1973.12.29 | 東宝                  |                                       | 桂千穂                       | 大野雄二 | 山本迪夫                    | 酒井和歌子                        |
| 女子高校生殺人事件                              | 1974.1.5～ 1974.2.16    | ユニオン映画          | 小峰元 「アルキメデスは手を汚さない」 | 田村多津夫                   | 大野雄二 | 野村孝                      | 山口果林                          |
| 鏡の中の顔                                      | 1974.2.23～ 1974.3.23   | ユニオン映画          | アンドリュー・ガーヴ 「遠い砂」       | 岩間芳樹                     | 大野雄二 | 恩地日出夫                  | 鰐淵晴子                          |

## ネット局
※「火」…「火曜日の女」の当時、「土」…「土曜日の女」の当時
- 日本テレビ（制作局）
- 読売テレビ（「火」「土」とも同時ネット[1]）
- 名古屋放送（「火」同時ネット[2]）→ 中京テレビ（「土」同時ネット[3]）
- 札幌テレビ（「火」…土曜 22:30 - 23:25[4]、「土」同時ネット[5]）
- 青森放送（「火」同時ネット[6]）
- 秋田放送（「火」同時ネット[6]）
- 山形放送（「火」同時ネット[7]）
- テレビ岩手（「火」「土」とも同時ネット[8]）
- ミヤギテレビ（「土」…日曜 14:30 - 15:25[9]）
- 福島テレビ（『うすい月曜の女シリーズ』として放送）
- 山梨放送（「火」同時ネット[10]）
- 北日本放送（「火」「土」とも同時ネット[11]）
- 福井放送（「火」「土」とも同時ネット[11]）
- 日本海テレビ（「火」「土」とも同時ネット[12]）
- 西日本放送（「火」「土」とも同時ネット[13]、当時の放送免許エリアは香川県のみ）
- 広島テレビ（「火」…日曜 22:30 - 23:25[13]）／広島ホームテレビ（「土」…火曜 22:00 - 22:55[13]）
- 山口放送（「火」「土」とも同時ネット[14]）
- 南海放送（「火」同時ネット[14]）
- 高知放送（「火」同時ネット[14]）
- 福岡放送（「火」「土」とも同時ネット[15]）
- テレビ大分（「火」同時ネット[14]）
- テレビ宮崎（「火」同時ネット[16]）
- 鹿児島テレビ（「火」同時ネット[16]）